# Die Frau im Tal
Die Frau im Tal ist ein Roman von Ketil Bjørnstad, erschienen 2009 bei Aschehoug unter dem norwegische Originaltitel Damen i dalen (deutschsprachige Erstausgabe 2010 im Insel Verlag). Dabei handelt es sich um den dritten und abschließenden Band einer Romantrilogie, die das Leben des Jungpianisten Aksel Vinding im Alter von 15 bis 20 beschreibt (Band 1: Vindings Spiel; Band 2: Der Fluss).
Das autobiographische Moment dieses Romanwerks besteht hauptsächlich in den auf die Klaviermusik gerichteten Schilderungen und Reflexionen und in den Osloer Schauplätzen sowie im Eingehen auf Leben und Landschaft in der Finnmark, der Wahlheimat von Sigrun Liljerot, der Frau im Tal. Verhältnisse und Hauptpersonen im Umfeld des Ich-Erzählers sind aber mit deutlich anderen Zügen ausgestattet als die von Björnstad in seiner sechsbändigen Autobiographie Die Welt, die meine war eingehend dargestellten Milieuerfahrungen und Personen seines näheren Umfelds. Die Romanhandlung begleitet mit teils drastischen Mitteln und Einschnitten Axel Vindings Selbstfindungsprozess als Mensch und Künstler in annähernd chronologischer Parallelität zu Björnstads Werdegang.

## Gliederung und Gestaltung
Der Roman Die Frau im Tal ist formal in drei Teile und einen Epilog gegliedert, jeweils durch eine ganze Reihe von kurzen, inhaltsbezogenen Überschriften aufgelockert. Teil 1 behandelt Aksel Vindings Suizidversuch und Rückkehr ins Leben; Teil 2 schildert sein Ankommen in der Finnmark, seine Annäherung an die verheiratete Distriktsärztin Sigrun Liljerot und seine Konzerttour in Nordnorwegen; im dritten Teil kommt es zu einer Reihe von Klärungsprozessen bezüglich Aksels musikalischer Ausrichtung und persönlicher Lebenseinstellung. Der Epilog rückt Aksels Abschiede von der titelgebenden Frau im Tal, von Nordnorwegen und vom Osloer Skoog-Haus in den Blickpunkt und eröffnet Perspektiven für ein selbstbestimmtes Leben des Protagonisten.
Erzählt ist dieser Band wie seine beiden Vorläufer aus der Perspektive des jungen Pianisten Aksel Vinding. Neben die Darstellung seiner Erlebnisse, Gefühle und Reflexionen treten zahlreiche Dialoge Aksels mit Personen seines sozialen Umfelds sowie eine Reihe von Traumsequenzen, in denen es außer den erotischen Frauenbeziehungen unter anderem um Aksels künstlerisches Fortkommen in Auseinandersetzung mit bedeutenden Komponisten und Künstlern der Vergangenheit geht.

## Romaninhalt und -personal

### Zurück im Leben
Den Auftakt dieses dritten Folgeromans bildet eine Dialogszene, in der zunächst offenbleibt, wem Aksel Vinding so überaus detailgenau seine Nahtod-Erfahrung beim Suizidversuch just in jener Flussströmung schildert, in der eingangs des ersten Romanbandes seine Mutter zu Tode kam. Aksel bekennt, es sei ihm darum gegangen zu schaffen, was Anja Skoog und ihre Mutter Marianne, seine schwangere Ehefrau, geschafft hätten: Er wollte den Tod finden, um ihnen wieder nahe zu sein. Beim Angeln – beiderseits unverhofft – vor dem Ertrinken gerettet hat den bereits Bewusstlosen Gabriel Holst, der sich als Jazzmusiker zu erkennen gibt. Gegenüber dem Psychiater Gudvin Säffle reklamiert Aksel vorerst weiter ein Recht auf den eigenen Suizid und wird auf der geschlossenen Station entsprechend therapiert. Säffle sucht nach Angehörigen und Besuchern, die Aksels Lebensmut anfachen sollen. Dem erscheint im Traum sein Künstleragent W. Gude, der ihm als allein dazu Befähigtem eine Neubelebung des 2. Klavierkonzerts von Rachmaninow anträgt. Tatsächlich lässt Aksel nur den Besuch seiner besten Freundin Rebecca Frost zu, die auf eine Lösung seiner Bindung zu den Skoog-Frauen zielt. Schließlich gibt Säffle nach ein paar Tagen Aksels Forderung nach, rechtzeitig vor der Beerdigung seiner Frau Marianne entlassen zu werden. (S. 11–36)

### Weichenstellende Trauerfeier
Die Beisetzung im Juni 1971 findet wegen der Bekanntheit der auch politisch engagierten Ärztin Marianne Skoog unter einiger gesellschaftlicher Anteilnahme statt. Für viele überraschend präsentiert sich dabei der 17 Jahre jüngere Aksel Vinding als ihr Ehemann. Vor dem Sarg begegnet Aksel erstmals der aus Nordnorwegen angereisten Schwester Mariannes, die ebenfalls Ärztin ist, Sigrun Liljerot, begleitet von ihrem Ehemann Eirik Kjosen. Die Ähnlichkeit Sigruns mit Anja und Marianne Skoog frappiert Aksel. Erst am Sarg bemerkt Sigrun, dass ihre Schwester schwanger war. Aksel nimmt Abschied von Mutter und Kind. Mariannes und Sigruns Mutter, die Psychiaterin Ida Marie Liljerot, hat im Vorfeld auf Aksel eingewirkt, dass er als Pianist weitermachen müsse und dass er auch bei Mariannes Beisetzung spielen solle. Daran hält er sich, indem er die Eigenkomposition „Elven“ (Der Fluss) darbietet – wie bereits bei seinem Konzertdebüt. Während des Anschlussbegängnisses in einem Lokal will Aksel von Sigrun wissen, warum sie nicht auch zur Beerdigung ihrer Nichte Anja angereist ist, und hört von Sigruns Fehlgeburt just zu dieser Zeit. Sowohl Eirik, der als Sport- und Musiklehrer in einer Internatsschule arbeitet, als auch Sigrun selbst, die Distriktärztin für Sør-Varanger, laden den jungen Witwer zu einem Erholungsurlaub zu sich ins Pasvikdalen nahe der russischen Grenze ein. Als die Stimmung unter den Gästen der Beisetzungsfeier allzu gelöst wird, verlässt Aksel gemeinsam mit Gabriel Holst und seiner Freundin Jeanette, einer Schauspiel-Schülerin, die Veranstaltung zugunsten eines Musikkeller-Besuchs, in dem der von Holst selbst praktizierte Free Jazz erklingt und in dem Aksel zu seiner Überraschung die eigene Schwester Catherine als Bedienung antrifft. Am Ende des Tages besteht Aksel darauf, allein mit der Tram in das Skoog-Haus zurückzukehren und beschließt, Gespräche mit seiner Musiklehrerin Selma Lynge und seinem Impresario W. Gude, um seinem Leben eine neue Richtung zu geben. (S. 40–63)

### Aufbruch gegen Widerstände
Bei einer gemeinsamen Wanderung auf den Brunkollen, einem Berg nordwestlich von Oslo, bemüht sich Rebecca Frost, ihm Perspektiven zur Abkürzung seiner Trauer aufzuzeigen. Gabriel Holst wiederum wirkt auf ihn ein, sich von den Toten, den toten Komponisten, zu lösen: „Egal, wie du Beethovens op. 110 spielst, du hast ihn überliefert bekommen. Du hast Dich entschieden, zu den Überlieferern zu gehören.“ (S. 79) Stattdessen solle Aksel es ihm gleichtun und seine eigenen Wege in der Musik gehen. Der fasst einen Plan, den er gegen die Widerstände Selma Lynges und W. Gudes zur Geltung bringen will, die den erfolgreichen Debütanten für ein fortgesetztes Musikstudium in Wien und für Auftritte in großen internationalen Konzertsälen vorgesehen haben. Als Lynge von ihm hört, dass er nicht mit dem B-Dur-Klavierkonzert von Brahms auf die von W. Gude und ihr geplante Tournee gehen will, sondern in Kirkenes das 2. Klavierkonzert von Rachmaninow einüben will, das dieser in düsterer Stimmung komponiert hatte, wird sie beinahe handgreiflich, kann seinen Abschied von ihr aber nicht verhindern. Von W. Gude verlangt Aksel, dass der ihm eine Konzerttour in Nordnorwegen zusammenstelle. Gegen dessen Einwände führt er den eigenen Traum an, wonach ihn W. Gude selbst zu Rachmaninows 2. Klavierkonzert inspiriert habe habe, das er hoffe, dort in Ruhe einüben zu können. Der erwidert: „Du hast selbst gesagt, daß Brahms für dich der Größte ist. Das B-Dur-Konzert. Für mich bist du im Moment der talentierteste Springer. Die Holmenkollenschanze steht zu deiner Verfügung. Aber du stehst oben und verzichtest auf den Sprung. Nicht aus Angst, denn die Schanze meisterst du. Sondern weil es dich nicht interessiert. Weil du lieber einen Spaziergang im Wald machen möchtest.“ (S. 94 f.) Das Motiv Sigrun Liljerot erwähnt Aksel nicht; und W. Gude versteht nicht, dass die Gemeindesäle der Eismeerküste attraktiver sein sollen als etwa der Herkulessaal in München. Resigniert sagt er Aksel schließlich zu, die Konzerte in Nordnorwegen für ihn zu organisieren. Vor der Abreise verabschiedet sich Aksel von seinem Bekannten im Musikverlag Kjell Hillveg, der ob besagter Pläne ebenfalls die Stirn runzelt und empfiehlt, lieber das A-Dur-Konzert von Mozart einzustudieren. Aksels Entschlossenheit spürend, setzt er auf Vertagung des eigenen Vorschlags: In jedem Leben finde sich einmal die Zeit für Mozart. (S. 66–99)

### Im Vollrausch
Auf den Flug via Tromsø nach Kirkenes nimmt Aksel ausgewählte Noten von Rachmaninow, Brahms, Chopin und Mozart mit – und was er eben im Kopf hat. Am Ziel fängt ihn der Direktor der Aktiengesellschaft Sydvaranger (Eisenerz und Pellets) Gunnar Hoegh ab und engagiert den ansonsten für Auftritte an den örtlichen Volkshochschulen Gebuchten gegen ein Essen als Honorar für ein Privatkonzert unter lokalen Honoratioren. Zu einer weiteren Begegnung kommt es abends im Hotelrestaurant, wo Aksel sich ungeachtet der Missbilligung Hoeghs mit teuren Weinen gezielt einen Rausch antrinkt nach der Devise: „Wenn Schriftsteller zu Alkoholikern werden können, warum dann nicht auch Pianisten? Rubinstein sprach viel vom Wein. Er trank ihn auch. Und man konnte es hören, wenn er spielte. Ein Patzer hier, einer dort. Was ist schon dabei?“ (S. 110 f.) Damit ist der Ton für Aksels Finnmark-Aufenthalt gesetzt. Nachdem die saftige Rechnung seine Geldmittel bereits deutlich reduziert hat, beschließt er im Vollrausch, sich in Kirkenes umgehend nach einem Klavier umzutun. Nach missglückter Kommunikation mit einer Gruppe Jugendlicher findet er sich zusammengeschlagen bei strömendem Regen am Boden liegend wieder, wird von der Polizei aufgegriffen und ins Krankenhaus gebracht. Hier ist es Sigrun Liljerot, die Frau im Tal, wie sie in Oslo teils bekannt ist, die seine Platzwunde am Kopf ärztlich versorgt, was ihm beinahe wie bestellt vorkommt. Sigrun wundert sich über Aksels selbstverordneten Karriere-Knick: „In allen großen Zeitungen wurde über dich berichtet. Du warst eine Sensation. Dann kommst du hierher. Wir hier oben sind so etwas nicht gewohnt. Das überfordert uns ein bißchen.“ (S. 118) Sie bringt ihn – nach ihrem Nachtdienst und vor der Weiterfahrt zu ihrem Mann Eirik und ins Schülerinternat im Pasvikdalen – noch kurzzeitig in ihre Dienstwohnung in Kirkenes, wo Aksel überrascht erkennt, dass sie eine ambitionierte Amateur-Violinistin ist, der ihre Eltern eine professionelle Ausbildung versagt hatten. (S. 101–127)

### Annäherung an Rachmaninows Russland
Als beide sich in Sigruns Dienstwagen, einen Lada, auf den Weg in die Nähe der russischen Grenze machen, fragt sie, warum er sich so Extremes vorgenommen habe, indem er Rachmaninow hier im hohen Norden einüben wolle, und erhält zur Antwort: „Um eine schreckliche Geschichte zu erzählen, ohne die Schönheit zu vergessen. Besteht darin nicht die Hauptaufgabe der Kunst? Ich hatte instinktiv das Gefühl, ich müsste Rußlands Atem spüren, um Rachmaninow richtig verstehen zu können.“ (S. 130) Auf der Weiterfahrt stimmt Sigrun Aksel auf die besonderen Verhältnisse vor Ort ein: anhaltende Wintertemperaturen von unter −40° Celsius, die seinen Pianistenfingern unzuträglich sein könnten; Pasvik mit der größten Bärenpopulation in Norwegen, weshalb bestimmte Ausflüge in die Natur nur mit Gewehr gingen. Ihren Mann Eirik habe sie bei einem Kurs für Kammermusik an der Volkshochschule kennengelernt, wo der die Klavierstimme in César Francks Klavierquintett gespielt habe. Nichts sei leichter, als einander in der Musik zu finden. (S. 127–133)

### Pianist im Schülerinternat
Als arrivierter Pianist aus Oslo bekommt Aksel im Skogfoss-Internat unter den annähernd Gleichaltrigen, die dort in Vierbettzimmern untergebracht sind, ein Einzelzimmer. Trotz herzlicher Aufnahme spürt er für seinen abendlichen Konzertauftritt dringenden Alkoholbedarf. Sigrun hilft bei der Umgehung des strengen Alkoholverbots im Internat, indem sie ihm in einer Kaffee-Thermoskanne eiskalten Wodka beschafft. Rektor Sørensen führt die Schüler mit Zeitungsstimmen zu Aksels Debütkonzert in den Abend ein und verhilft ihm dazu, ausgewählte Motive aus Rachmaninows Klavierwerk zum Programm zu machen: „Ich bin nicht mehr in der Lage, etwas Perfektes vorzustellen. Vielleicht merkt es auch Sigrun. Von jetzt ab und vielleicht für immer wird es mein Los sein, das Unfertige zu vermitteln, das Bruchstückhafte, das Unvollendete.“ (S. 137) Anfangs spürt Aksel deutlich zahlreiche Ungenauigkeiten im eigenen Vortrag. Bei den berühmten Themen aber packt ihn die Leidenschaft und gewinnt er die bei Gabriel Holst erfahrene Unbekümmertheit. „Der Wodka erzeugt ein Selbstvertrauen so groß wie die Finnmarksvidda. In meinem Kopf sind Schneekristalle. Die Schüler der Internatsschule merken, daß es mir ernst ist, daß ich kämpfe da vorne, um ihnen etwas zu geben […].“ Schließlich nimmt er eine begeisterte Stimmung im Saal wahr, sodass er sich mit Chopin und Grieg sogar zu zwei ausgedehnten Zugaben bereitfindet, die wiederum enthusiastisch aufgenommen werden. (S. 134–144)

### Alpträume und verpasste Termine
Nach dem Konzert laden Sigrun und Eirik ihn noch auf einen Erstbesuch in ihrem nahe dem Internat gelegenen Blockhaus ein, bei dem Sigrun ihm darlegt, dass sie seine häufigeren Patzer beim Konzert sehr wohl registriert hat. Bei der nächtlichen Rückkehr in sein Internatszimmer wird er von der Schülerin Tanja Iversen abgefangen, die ihm bereits beim Konzert aufgefallen war, ihn nun in ein Gespräch über Musik zieht, ihn als Klavierlehrer haben möchte und ihn in deutlich bekifftem Zustand schließlich verführt. Mit einem Schrei am nächsten Morgen aus einem Alptraum erwachend – Sigrun hat ihm darin eine kochende Salzlösung in die Augen gegossen, um ihn von seiner Sexfixiertheit zu kurieren –, findet er diese an seinem Bett stehend, ebenfalls von einem schlechten Traum berichtend, der die von ihr ausgeschlagene Einladung Mariannes zu seinem Debütkonzert betroffen habe. Den bereits zur Absage seiner Eismeer-Konzertreise entschlossenen Aksel stimmt sie anschließend um, indem sie ihm danach gemeinsame Brahms-Übungsabende verspricht. Aber W. Gude muss er beichten, dass er das erste der vereinbarten Konzerte nicht mehr zum Termin erreichen kann, weil er das in Kirkenes abgehende Schiff verpasst hat, und dass er auch tags darauf in Båtsfjord erst eine Stunde später als angekündigt zum Konzert eintreffen wird. Gude ist ungehalten, dass er Vadsø absagen und in Båtsfjord wegen der Verspätung anrufen muss: „Das ist das erste und das letzte Mal. Hörst du? Es gibt für mich nichts Schlimmeres als zu früh die Primadonna zu spielen.“ (S. 168) In der darauffolgenden Nacht träumt Aksel erneut von Sigrun, die nunmehr auf durchaus blutige Weise mit Drillbohrer und Pinzette Anja und Marianne aus seinem Kopf entfernt, bevor sie sich ihm hingibt. Auf dem Hurtigrutenschiff Birger Jarl nach Båtsfjord begegnet Aksel einem Maler mit der kürzlich erhaltenen Diagnose unheilbarer Krebs. Dort, wo er herkomme, transportiere man die Särge auf Schiffen zur Kirche auf dem Festland. Nun wolle er auf seiner letzten Reise bis zurück nach Bergen die Küste sehen, die ihn geformt habe und die zu seiner Landschaft geworden sei, ohne von ihm ausgesucht worden zu sein. Aksel bekommt Angst, als das Schiff von einer Woge aus Nordosten erfasst wird. Noch möchte er nun nicht sterben. (S. 145–176)

### An der Eismeerküste konzertierend
Nach 14 Tagen Konzertreise kehrt Aksel auf der Lofoten nach Kirkenes zurück, nun auch als Barpianist, der im „Salon Rachmaninow“ u. a. für amerikanische Touristen Klavier gespielt hat. Sei Fazit: „Ich habe Trawlerfischer getroffen und Stockfischverkäufer, Trotzkisten, Wahrsagerinnen, Schamanen, Spezialisten für Röhrenverstärker, Besitzer von Hasch-Plantagen, Konstrukteure von Holzbooten und Klavierstimmer. Solchen Menschen wäre ich niemals im provinziellen Oslo begegnet. Intensive, unverbildete Menschen in gewaltigen Landschaften. Und ich war die ganze Zeit betrunken.“ (S. 177 f.) Aufgefallen ist ihm die überwiegend positive Einstellung der Eismeerküstenbewohner zu den Russen, begründet in den Erfahrungen nach 1945, als die Deutschen bei ihrem Rückzug ein Gebiet von der Größe Dänemarks in Brand gesteckt hätten. Bei der Hafeneinfahrt entdeckt Aksel die ihn abholende Sigrun. Nun steht der vorverabredete Auftritt bei Gunnar Hoeghs A/S Sydvaranger an. In ihrer Dienstwohnung widersteht Sigrun Aksels Beischlafabsichten und betont ihr enges Verhältnis zu Eirik, dessentwegen sie in Nordnorwegen heimisch geworden sei. Zum Diner der A/S Sydvaranger ist auch die Reeder-Familie Frost angereist – Rebecca, ihre Eltern und ihr Mann Christian Langballe –, die tags darauf ihr neues Hurtigrutenschiff nach Bergen besteigen wollen. Rebecca ist von Aksels Anwesenheit überrascht und beargwöhnt sein Verhältnis zu Sigrun. Nach reichlichem Weingenuss beim Essen legt Aksel zwar einen im Saal mit viel Beifall aufgenommenen, von Rebecca aber als seiner vollkommen unwürdig eingeschätzten Auftritt hin. Er solle bloß zusehen, schnell nach Oslo zurückzukehren, damit sie ihn wieder in ihrer Nähe habe und weil ihm Nordnorwegen offenbar schade: „Ich erlaube Dir nicht, so schlecht zu spielen.“ (S. 197) Im Zuge des Aufbruchs nach der Veranstaltung bricht bei dem stark alkoholisierten Langballe die Eifersucht auf Aksel durch, den er handgreiflich attackiert und beschimpft. Dem von Kellnern aus dem Saal Expedierten ruft Aksel nach, dass es das Letzte sei, die eigene Frau zu verprügeln. Das wiederum findet Rebecca so unangebracht, dass Aksel von ihr eine Ohrfeige kassiert. Zur Nachfeier im kleinen Kreis in Sigruns Dienstwohnung mit Gunnar Hoegh, Sigrun und Aksel stößt auch noch Eirik, der seinen Ausflug mit Schülern wegen zu reichlicher Schneefälle vorzeitig hat abbrechen müssen. Aksel geht in dieser unerwarteten Konstellation bald schlafen, während die anderen anscheinend ihr übliches Feierritual fortsetzen. Im Traum streitet Aksel mit dem toten Rachmaninow, der trotz russischen Beschusses mit einem Boot über den Pasvik-Fluss zu ihm gekommen ist, über die richtige Interpretation seines Übungsgegenstands. Rachmaninow will sie „federleicht und spielerisch“, während Aksel findet, man werde sich von dieser Auffassung zugunsten von viel mehr Gefühl und Pathos freimachen müssen. (S. 178–213)

### Ein Erweckungserlebnis und eine gescheiterte Flucht
Am Tag nach seiner Rückkehr ins Internat, mit dem Klavier für seine Rachmaninow-Übungen nun in seinem Zimmer, empfängt er Tanja Iversen für die versprochenen Klavierstunden. Ihr Sexangebot vorweg weist er ab, nimmt sie aber, nachdem sie einander ihren problemträchtigen bisherigen Werdegang skizziert haben, für die ersten Klavierübungen auf den Schoß, lässt sie ihre Finger auf seine legen und so sein eigenes Spiel mitvollziehen. Dem folgt sie spielerisch leicht, während sich nach einiger Zeit ihr Gesang harmonisch in die Musik mischt: „Tanja Iversens Variationen über ein Thema von Bach. Ich kann kaum glauben, was ich höre.“ Sie ist dabei, sich ein neues Leben zu erschließen. „Sie singt sich hinein in andere Möglichkeiten, andere Gegenden als die, die sie bisher kennengelernt hat. Und mein einziger Gedanke ist, daß das einfach geschieht, daß es selbstverständlich ist wie eine Geburt.“ Bar jeden theoretischen Vorwissens verbindet Tanja in ihrem Gesang das Komponieren und Interpretieren. „Sie weiß nicht, daß die Unterrichtsstunde vorbei ist, daß ich nur dazu da bin, ihr zu gratulieren […], daß ich ihr nichts, aber auch gar nichts beibringen kann.“ (S. 228 f.) Bald darauf holt Eirik Kjosen ihn für ein Gespräch über Sigrun ins Blockhaus. Er sorgt sich, dass sie ihrer Schwester Marianne in den Tod folgen könnte und erhofft sich vergebens von Aksel Aufschluss über Mariannes Motiv. Zur Betrachtung der aufkommenden Nordlichter stößt Gunnar Hoegh zu beiden hinzu und unternimmt danach einen leichtsinnigen Vorstoß Richtung Grenzfluss, von dem Eirik ihn abzubringen sucht. Plötzlich sehen sie vom anderen Ufer her eine Gestalt aufs Eis laufen, die durch Schüsse gestoppt fällt, von vier Männern sogleich vom Eis geholt wird und im Wald gegenüber verschwindet. Die drei Männer kehren ins Blockhaus zurück. Nun äußert sich auch Gunnar, von dem Aksel längst mutmaßt, dass er ein Verhältnis mit Sigrun hat, sich besorgt über sie, ihr gesteigertes Trinkverhalten und den Zustand der Ehe mit Eirik. Aksel bricht zu neuen, unruhigen Träumen in sein Internatszimmer auf. (S. 217–250)

### Liebesritual mit Brahms
Eines Tages während Aksels nun intensiven Rachmaninow-Übungen sucht Sigrun ihn in seinem Zimmer auf. Beide fallen einander in die Arme, betrinken sich gezielt und schlafen miteinander, ohne sich mehr als nötig zu entkleiden. Von nun an werden sie auch miteinander musizieren und die A-Dur-Violinsonate von Brahms einüben. Aksel ist vom technisch-künstlerischen Niveau ihres Spiels höchst beeindruckt und spürt, dass sie ihm genau das hat zeigen und beweisen wollen, die kleine Schwester Mariannes, die deren Bevormundung nach Nordnorwegen ausgewichen ist. Zu einem ständig wiederkehrenden Ritual wird in diesem Winter auch das ca. 15-minütige intime Beisammensein unter Alkoholeinfluss und weitgehend unbekleidet. „Aber diese Art von Verhältnis führt nicht zu einer größeren Vertrautheit zwischen uns. Als habe sie sich einfach an die Situation gewöhnt. Als würde ich durch das, was ich treibe, ihr Zusammenleben mit Eirik leichter machen.“ (S. 271) Mitte Januar präsentiert Tanja Iversen Aksel das Programm des Jazzclubs von Kirkenes, auf dem auch Gabriel Holst erscheint. Darin erkennt Aksel die Chance eines Bühnenauftritts für Tanja, allerdings nicht von ihm selbst begleitet. In Technik und Ausdruck findet er sich – auch durch das ihn fordernde Zusammenspiel mit Sigrun – zwar deutlich gereift, aber mit Tanja im Jazzclub frei improvisieren sieht er sich eher nicht. Das soll nach seinem Plan Holst übernehmen, der ihn im Club herzlich begrüßt und sich sogleich stark an Tanja interessiert zeigt. Ebenfalls zugegen ist Rebecca Frost auf Nordland-Exkursion mit anderen Medizinstudenten. Ihre kritische Haltung zu seinen nordnorwegischen Freundschaften gibt Aksel zu denken, und ihre warme Nähe, als sie sich neben ihn setzt, tut ihm gut. Als „halbe Musik“ bezeichnet Rebecca, was von den Jazzmusikern gerade geboten wird, und als „selbstverliebt“. Als aber Gabriel Holst Elven zum Thema macht, drückt Rebecca seine Hand und flüstert: „Wie schön diese Melodie ist.“ (S. 285) Holst fordert Aksel auf, mitzuspielen und den Klavierpart auf dem Podium zu übernehmen. Der macht dabei die Erfahrung, dass auch diese Art von Freiheit in der Musik gelernt sein will, und sieht beim Abgang Tanja Iversens Stunde gekommen. Holst bezeichnet Tanja als Aksels Entdeckung und bittet sie aufs Podium. Aksel empfindet ihr gegenüber gleichsam Bruderstolz. Für ihn hat sie bereits ihre Form gefunden, während er ständig darum ringt, seine erst noch zu finden. Stimmlich sicher intoniert Tanja Over the Rainbow und findet mit den improvisierenden Musikern zusammen. Als sie sehnsuchtsvoll-grenzüberschreitend den Regenbogen hinter sich lässt, ist sie auch für Rebecca „einfach klasse“. Aksel und Sigrun scheinen im Blickkontakt einig, dass es ihrem notengebundenen, möglichst werkgetreuen Zusammenspiel an dieser Art Lebendigkeit fehlt. Rebecca wiederum bezirzt und neckt Aksel beim vorläufigen Abschied mit demonstrativen Vertraulichkeiten. (S. 250–294)

### Entscheidung in der Loipe
In der örtlichen Zeitung präsentiert Sigrun eines wieder lichter werdenden Tages die Meldung, das Margrethe Irene Floed am kommenden Montag in Kirkenes konzertieren werde. Aksel eröffnet ihr, dass Margrethe seine erste Freundin gewesen sei, von vornherein für ihn nur auf Zeit. Sigrun reagiert unter Hinweis auf Tanja und Rebecca ungehalten: „Du hast an jedem Finger eine Frau. Wie konnte ich mich nur ernsthaft auf dich einlassen?“ Aksel relativiert in Gedanken die besagte Ernsthaftigkeit. Nie hat sie sich für ihr Beisammensein entblößt. Gunnar Hoegh sieht zum wiederholten Mal krank aus, als er Sigrun und Aksel vor Konzertbeginn begrüßt. Margrethe Irene sieht Aksel vom Podium aus sofort und winkt ihm. Während er zögert zurückzuwinken, hat sie schon ihren Platz am Flügel eingenommen. Es ist – anfangs zu Aksels Ärger – sein Debütprogramm, das sie zu spielen vorhat, die unterdessen Eleganz ausstrahlende alte Freundin. Ihre Darbietung nimmt Aksel wegen des hohen Niveaus zunehmend gefangen, zumal sie sich von Holst sogar die Zugabe Elven hat vermitteln lassen. Die persönliche Begegnung in Gegenwart anderer, darunter Margrethes nunmehrigem Impresario und Ehemann, fällt herzlich, aber kurz aus. Auf dem Weg mit Sigrun nach Hause unterstreicht diese Gunnar Hoeghs schlechten Zustand: Die Krankheit, von der sie ihn bereits einmal kuriert hat, sei wieder ausgebrochen. Zu Sigrun selbst eine zunehmende Entfremdung spürend, verlegt sich Aksel desto intensiver auf sein Rachmaninow-Vorhaben und ist dankbar, als ihm Eirik zur Abwechslung eine Skitour zu zweit anbietet, und zwar zu einer relativ entlegenen Bärenhöhle. Ein Gewehr und eine Stirnlampe nimmt Eirik mit auf die bergan führende Loipe, die sich für Aksel mehr und mehr als höchst anstrengend erweist. Düstere Gedanken befallen ihn, dass Eirik ihn Sigruns wegen womöglich aus dem Weg räumen will. Als er nach vorn ruft, dass er nicht mehr könne und umkehren wolle, verliert Eirik in der Rückwendung das Gleichgewicht und fällt. Dabei löst sich ein Schuss aus dem Gewehr und trifft ihn im Bein. Trotz seiner Müdigkeit entscheidet sich Aksel, Eirik nicht zurückzulassen, verbindet ihn notdürftig, nutzt dessen Skier für einen Liegendtransport als Schlitten und beginnt, den mehrfach in Ohnmacht Gefallenen auf nun zum Glück abfallendem Gelände zurückzuschleppen. Durch ständiges Auf-ihn-Einreden versucht er Eirik wachzuhalten und konzentriert sich mithilfe der Stirnlampe auf die Spur. „Sie muß uns beide retten, wenn ich anfange, darüber nachzudenken, wie erschöpft ich bin, daß ich kein Gefühl mehr in den Füßen habe, daß die Arme schmerzen, daß ich mir eigentlich wünsche, er sei tot und begraben.“ (S. 320) Stark geschwächt sieht er schließlich die Lichter von Skogfoss vor sich und kann Eirik in Sigruns Obhut übergeben, die ihn mit Aksel ins Krankenhaus nach Kirkenes bringt. Von einer Bärenhöhle weiß sie nichts. Nichts sei so, wie Aksel denke; sie bekomme ein Kind von Gunnar Hoegh. (S. 299–324)

### Hin zu einem neuen Leben
Vor seiner Rückreise nach Oslo verabschiedet sich Aksel von Sigrun. Eirik scheidet als Vater des Kindes aus; sie hätten seit zwei Jahren nicht mehr miteinander geschlafen. Eirik werde sich aber in der neuen Lage zurechtfinden, meint Sigrun, die sich wie Aksel darüber im Klaren ist, dass sie miteinander am Ende sind und dass es kein Wiedersehen geben wird. Zurück im Osloer Skoog-Haus merkt Aksel am Flügel, dass das Bergungsunternehmen bei der Skitour zu einer Fingerverletzung geführt hat, sodass er vorerst eine Pause wird einlegen müssen und auch danach mit dem Rachmaninow-Konzert nicht wird auftreten können. Unterdessen organisiert er den Auszug aus dem Skoog-Haus, das Mariannes Mutter Ida Marie endlich verkaufen will. Beim Anruf in seiner von Rebecca und ihrem Ehemann noch immer genutzten Wohnung in der Sorgenfrigata trifft er auf den wütenden Christian Langballe, der ihm mitteilt, Rebecca und er würden Ende April in ein neugebautes eigenes Haus einziehen. Er sei froh, Aksels „grässliche Räume“ und seinen „stinkenden Flügel“ hinter sich zu lassen. Beim Wiedereinzug stellt Aksel fest, dass Rebecca seinen Flügel sorgsam gepflegt hinterlassen hat. Einem von W. Gude vorinformierten Journalisten gibt Aksel während des Auszugs aus dem Skoog-Haus ein Interview, in dem er begründet, warum er nicht nur wegen seiner Handverletzung für das bevorstehende Konzert zu Mozart gewechselt habe. Mozart sei ein Durchbruch für ihn. Es gebe eine Zeit für Versöhnung und die verbinde er mit Mozarts A-Dur-Klavierkonzert. Diese Versöhnung beziehe sich nicht nur auf das, was er verloren habe, sondern: „Die Versöhnung mit allem, was die ganze Zeit da war. Was ich aber nicht gesehen habe.“ (S. 334) Bei der Orchesterprobe mit einem weltberühmten Dirigenten verständigen beide sich englischsprachig auf eine nicht allzu leichte und zwanglose Interpretation, damit Mozarts Hintergründigkeit nicht vernachlässigt werde. Als Aksel tags darauf das Podium betritt, erblickt er nach dem Begrüßungsapplaus innehaltend Rebecca im Publikum – ohne Christian an ihrer Seite. Statt den Konzertmeister mit Handschlag zu begrüßen, winkt er ihr ausgelassen zu und sie ebenso zurück. Niemand im ganzen Konzertsaal weiß, „daß es das Leben selbst ist, dem wir zuwinken.“ (S. 325–337)

## Rezeption
Peter Henning befand in der FAZ, Ketil Björnstad habe seine Romantrilogie um den jungen Pianisten Aksel Vinding zu einem würdigen Abschluss gebracht. Mit großer Anteilnahme habe er die zahlreichen Höhenflüge und Abstürze des Helden, in einer von „eisiger Schönheit“ geprägten Sprache geschildert.

## Ausgaben
- Damen i dalen. Aschehoug, Oslo 2009.
- Die Frau im Tal. Insel-Verlag, Berlin 2010, ISBN 978-3-458-35792-6. (Seitenangaben und Zitate im vorliegenden Artikel nach der Insel-Taschenbuchausgabe von 2011)